# Castillo de Hornachuelos
El castillo de Hornachuelos es una fortaleza de origen hispanomusulmán situada en el municipio español de Hornachuelos, provincia de Córdoba, comunidad autónoma de Andalucía. Coexistía con el recinto amurallado de la localidad. Está inscrito y protegido como Bien de Interés Cultural. 

## Historia

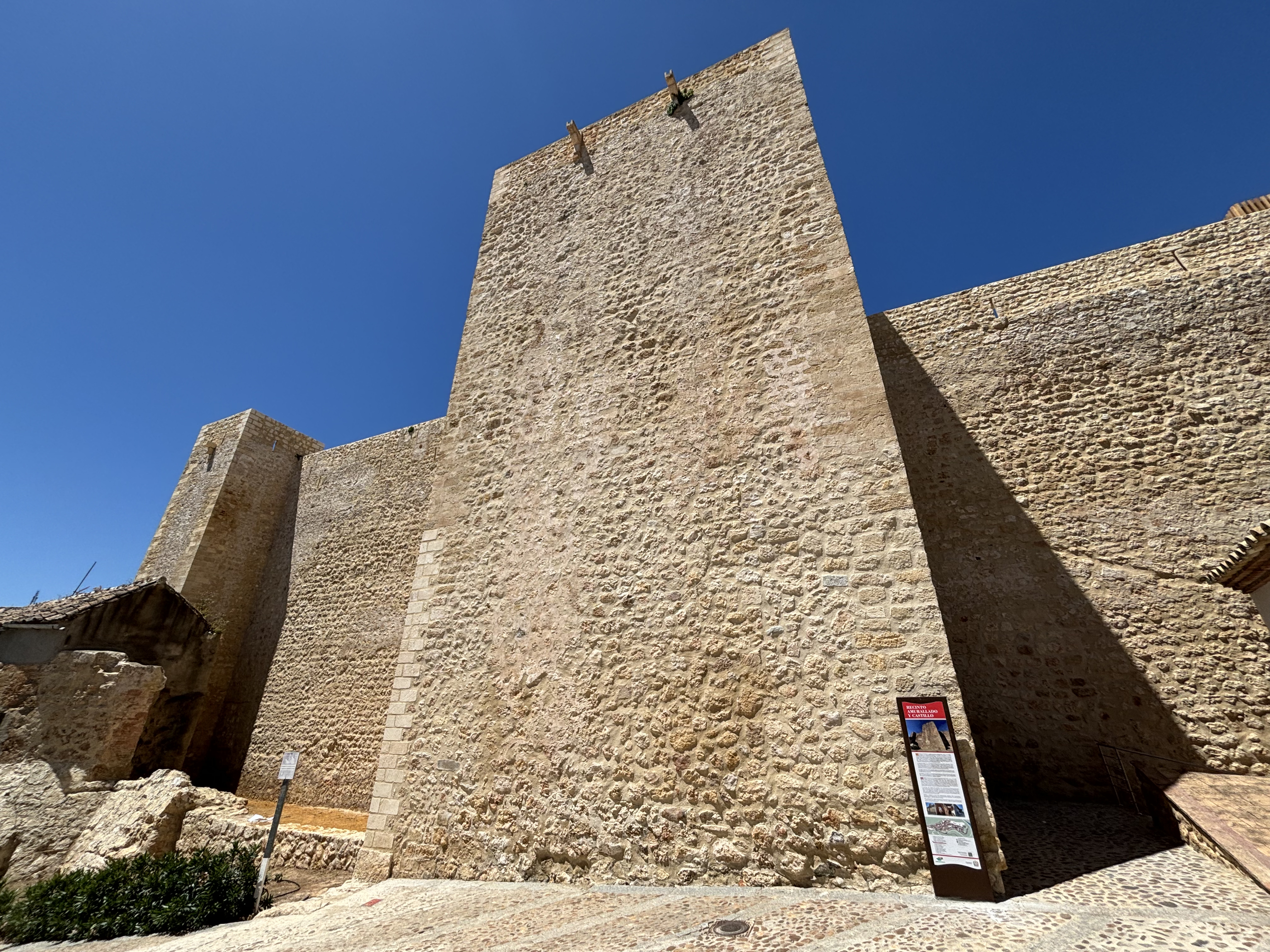
El castillo visto desde fuera.

El castillo forma parte de una estructura amurallada que servía como defensa de la población y cuyo origen se remonta a los siglos VIII y IX, durante el Emirato de Córdoba, aunque sufre algunas modificaciones posteriores durante el Califato, ya en el siglo X.
Tras la finalización de la Reconquista tras la Guerra de Granada, la estructura perdió sus funciones defensivas y se utilizaron los sillares de piedra para la construcción de viviendas en el pueblo, lo que conllevó la progresiva pérdida y desaparición de las murallas. En el año 1840 el historiador Luis María Ramírez de las Casas-Deza ya describía el castillo como un lugar abandonado y lleno de maleza:

En el lado N.O. y lugar llamado los Caños se ven las ruinas del castillo, del que quedan algunos lienzos y torres desmochadas y desmoronadas cubiertas de  matorrales, que produce en aquel sitio una vegetación tan montaraz como vigorosa. Arrimadas al castillo hay algunas casas de teja que han buscado apoyo en los muros y torres de la desmantelada fortaleza, y algunas chozas, lo que recuerda el estado de aquellas, en otra edad, famosas ciudades, que el tiempo  ha reducido a oscuras aldeas, donde al lado de las ruinas de magníficos edificios se levantan las humildes moradas de sus modernos habitantes. Por el borde del cerro en que está asentada la población se descubren restos de los muros y algunos cubos a trechos en medio de las pitas e higueras silvestres y otras plantas bravías que nacen por todas partes.
Luis María Ramírez de las Casas-Deza, 1840

### Recuperación
Hasta la actualidad ha sobrevivido la torre del homenaje y la plaza de armas, de unas dimensiones de 40 x 30 metros, en la que se encuentra un aljibe, probablemente del siglo XIV, restaurado en torno a 1985 por Antonio Castro Escobar. En 1995 se derribaron la mayoría de viviendas que se encontraban adosadas a la muralla, aunque hasta 2019 no se terminaron de eliminar todas ellas. Estas demoliciones estaban incluidas en un proceso de restauración comenzado en 2015 por la arquitecta Monique Betancourt y financiado tanto por la Diputación de Córdoba como por el Ayuntamiento; que además contempló la reconstrucción de la torre noroeste y parte del adarve. En 2021 se anunció la restauración de la torre del homenaje, con un presupuesto de 42.560 euros, cuyos trabajos estarán precedidos por una cata arqueológica.